# Oli Brown

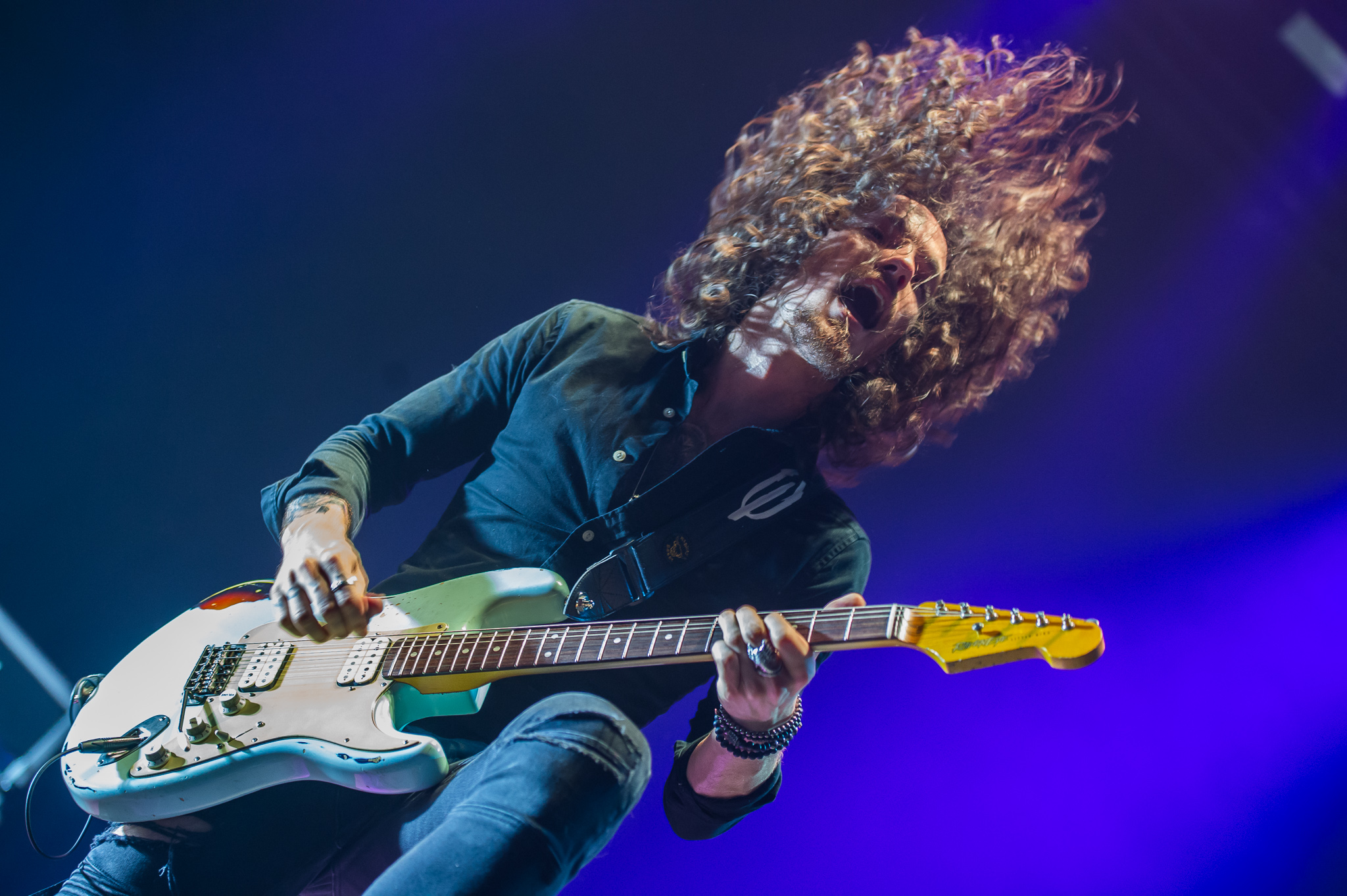
Brown bei Rock im Park 2017

Oli Brown (* 23. Mai 1989) ist ein britischer Bluesrock-Gitarrist und Singer-Songwriter.

## Biografie
2008 veröffentlichte Brown sein erstes Album Open Road beim deutschen Label Ruf Records, wo auch seine folgenden Alben erschienen. Das Debüt erhielt gute Kritiken.
2010 kam das zweite Album Heads I Win Tails You Lose heraus, das mehrfach zu den Top-Bluesalben des Jahres gezählt wurde. In diesem Jahr trat Brown erstmals beim Glastonbury Festival auf. Im gleichen Jahr bekam er je einen British Blues Award in den Kategorien „Male Vocalist“ und „Young Artist“.
2011 wurde er bei den British Blues Awards mit seiner Band als „Blues Band“ und sein Vorjahresalbum als „Blues Album“ ausgezeichnet. Brown war mit seiner Band Vorgruppe von John Mayall, der ihn auch als Ersatz für seinen ausgefallenen Leadgitarristen Rocky Athos anheuerte.
Browns drittes Album Here I Am erschien am 23. April 2012. Die Band bestand aus Scott Barnes (Bass), Wayne Proctor (Schlagzeug und Perkussion) und Joel White (Keyboard). Als Gäste wirkten Dani Wilde und Paul Jones mit. Here I Am erreichte in den Blues Charts bei Amazon, HMV und iTunes den ersten Platz. Brown wurde bei den British Blues Awards erneut als „Young Artist“ ausgezeichnet und war als Gitarrist nominiert.
Am 3. Juni 2013 trat Brown in Paris als Opening Act für Joe Satriani auf. Am 14. des gleichen Monats veröffentlichte er das Livealbum Songs From The Road.
2014 gründete Brown mit dem Bassisten Aaron Spiers und dem Schlagzeuger Kev Hickman das Rocktrio RavenEye, die 2016 ihr Debütalbum Nova veröffentlichte. Die Band tourte unter anderem mit Kiss, Deep Purple und Aerosmith und trat bei großen Rockfestivals auf, darunter Download, Reading & Leeds, Hellfest, Aftershock und Louder Than Life.
Während der COVID-19-Pandemie entwickelte Brown das neue Projekt The Dead Collective, dessen Debütalbum Prelude 2023 erschien.

## Auszeichnungen
2010 und 2012 erhielt Oli Brown je einen British Blues Award in der Kategorie „Young Artist“, 2010 zusätzlich in der Kategorie „Male Vocals“. 2011 gab es ebenfalls zwei British Blues Awards: mit seiner Band als „Blues Band“ und für sein Album Heads I Win Tails You Lose als „Blues Album“.

## Diskografie
- 2008: Oli Brown: Open Road – Ruf Records (RUF 1139)
- 2009: Oli Brown, Erja Lyytinen, Joanne Shaw Taylor: Blues Caravan 2009 (Ruf Records)
- 2010: Oli Brown: Heads I Win, Tails You Lose – Ruf Records (RUF 1160)
- 2012: Oli Brown: Here I Am – Ruf Records (RUF 1178)
- 2013: Oli Brown: Songs From The Road – Ruf Records (RUF 1193)
- 2016: RavenEye: Nova – Frontiers Records
- 2023: Oli Brown & The Dead Collective: Prelude – Black Feather Music
- 2023: Oli Brown & The Dead Collective: Prologue – Black Feather Music
- 2024: Oli Brown & The Dead Collective: Epilogue – Black Feather Music